# Nickel City Opera

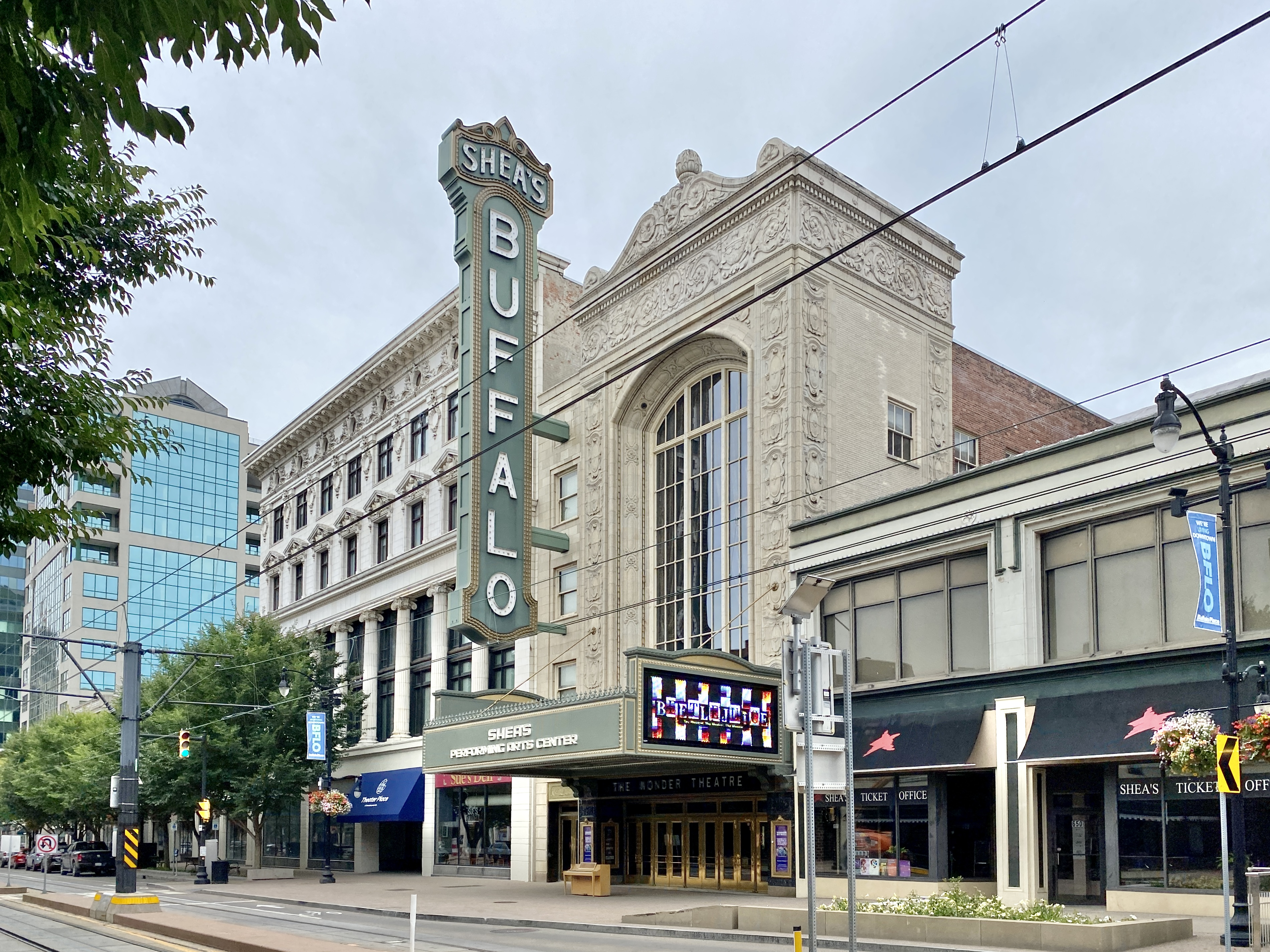
Shea's Performing Arts Center, Sede della Nickel City Opera

La Nickel City Opera (nota come NC Opera Buffalo e NCO) è un teatro d'opera americano di Buffalo, nello stato di New York. È anche conosciuta come "NC Opera Buffalo" e "NCO" ed è uno dei principali teatri d'opera degli Stati Uniti d'America e, con oltre 3.000 posti a sedere, uno dei teatri d'opera più grandi del mondo.
Fondata nel 2004 da Valerian Ruminski, la NCO ha commissionato opere liriche e ha messo in scena prime mondiali di opere importanti. Matthias Manasi è stato direttore musicale e direttore principale della NCO dal 2017 al 2021. La NCO collabora con l'Orchestra Filarmonica di Buffalo producendo un'ampia gamma di opere, dal Barocco del XVIII secolo e dal Bel canto del XIX secolo alla Musica minimalista del XX secolo e alle opere contemporanee del XX e XXI secolo. Queste opere sono presentate in allestimenti che variano in termini di stile, da quelli con elaborati decori tradizionali ad altri che presentano design concettuali moderni.
La NCO ha sede presso lo Shea's Performing Arts Center da 3019 posti, nel Buffalo Theatre District del centro di Buffalo. Lo Shea's Performing Arts Center è stato progettato dal noto studio di Chicago "Rapp and Rapp". Il numero originario di 4.000 posti fu ridotto agli attuali 3.019 posti negli anni '1930. Gli interni sono stati progettati dal designer/artista di fama mondiale Louis Comfort Tiffany utilizzando elementi che sono per lo più presenti ancora oggi. La NCO si esibisce anche al Riviera Theatre di North Tonawanda, al Nichols Flickinger Performing Arts Center di Buffalo, all'Artpark Mainstage Theatre e all'Artpark Amphitheatre dell'Earl W. Brydges Artpark State Park, situato sulla gola delle cascate del Niagara a Lewiston.

## Storia
La NCO è stata fondata nel 2004 e ha rappresentato Il barbiere di Siviglia di Rossini, la sua prima opera nel giugno 2009 al Riviera Theatre. L'anno successivo, il 2010, ha organizzato una riproduzione del Rigoletto di Giuseppe Verdi.
La NCO ha realizzato spettacoli lirici quali Il trovatore,La bohème,Don Pasquale,La fille du régiment, Rigoletto, L'elisir d'amore,Salomè, Tosca, Il tabarro, L'impresario teatrale, Le nozze di Figaro, La traviata, Il barbiere di Siviglia e The Music Shop di Richard Wargo.
Cantanti come Adam Klein, Elizabeth Blancke-Biggs, Victoria Livengood, Eduardo Villa, Ray Chenez, Eric Fenell, James Wrightm, John Packard, Zulimar López-Hernández, Marc Freiman, Michele Capalbo, David MacAdam e Marieterese Magisano si sono esibiti nelle opere realizzate dalla NCO.
Nel 2010 la NCO ha presentato l'opera natalizia Amahl e i visitatori notturni di Gian Carlo Menotti al Riviera Theatre, e l'ha ripetuta per altri quattro anni al Riviera Theatre e nella Westminster Presbyterian Church in Buffalo.
Nel 2011 la NCO ha presentato una nuova produzione de Il tabarro di Giacomo Puccini diretta da Henry Akina, a bordo di una nave dismessa USS The Sullivans (DD-537), attraccata al Buffalo and Erie County Naval & Military Park. La USS The Sullivans (DD-537) era parte integrante della produzione.
Nel 2017, il direttore d'orchestra tedesco Matthias Manasi è stato nominato direttore musicale e direttore principale della Nickel City Opera. Lo stesso anno, ha diretto ha introdotto il pubblico di Buffalo a una interpretazione storicamente informata nella sua produzione di L'impresario teatrale di Mozart.
Durante la pandemia da COVID-19, la NCO non è stata in grado di rappresentare opere liriche presso lo Shea's Shea's Performing Arts Center a partire da marzo 2020. Una nuova produzione dell Aida di Giuseppe Verdi prevista dal 7 al 29 agosto 2021 all'Artpark presso l'Earl W. Brydges Artpark State Park è stata annullata a causa delle restrizioni della suddetta pandemia.
Nel giugno 2023 la NCO ha ripreso la sua produzione inaugurale de Il barbiere di Siviglia al Nichols Flickinger Performing Arts Center e si è recata a Gowanda, New York, per presentarla nello storico Hollywood Theater, recentemente restaurato.
Tra i direttori di scena internazionali della NCO figurano David Grabarkewitz, che ha diretto la rappresentazione di Madama Butterfly di Puccini della New York City Opera, vincitrice di un premio Emmy, per PBS (azienda) nel 2008, e Marc Verzatt, premiato come miglior direttore di scena del 2006 dalla rivista Classical Singer magazine.

## Premio al servizio di Opera America
Nel maggio 2017 Opera America ha conferito alla NCO e a Valerian Ruminski, direttore artistico della NCO, il suo Premio annuale al servizio che riconosce coloro che "promuovono l'opera nelle loro comunità e lavorano instancabilmente per garantire la massima qualità artistica e il servizio alla comunità".
Durante la cerimonia tenutasi a Dallas, Marc A. Scorca, Presidente e Amministratore Delegato di Opera America, ha affermato: "A nome dello staff e dei membri di Opera America, La prego di accettare le mie congratulazioni e di ringraziarla per il Suo eccezionale contributo al settore dell'opera".

## Prime mondiali e statunitensi
Nel giugno 2016, la NCO ha rappresentato la prima mondiale di SHOT! composto da Persis Vehar con libretto di Gabrielle Vehar, sull'assassinio del Presidente William McKinley, prodotto presso lo Shea's Performing Arts Center, con Michael Ching, direttore d'orchestra e David Grabarkewitz, direttore di scena.  Il ruolo del Presidente William McKinley è stato interpretato da Valerian Ruminski, il ruolo di Ida McKinley da Marieterese Magisano con John Packard nel ruolo di Leon Czolgosz, Michele Capalbo nel ruolo di Emma Goldman e Fred Furnari nel ruolo del Sovrintendente della Polizia di Buffalo Bull e un coro di 40 cantanti con i musicisti dell'Orchestra Filarmonica di Buffalo. Le scenografie hanno ricreato scene dell'Esposizione panamericana del 1901, con proiezioni di 12 metri di filmati originali di Edison dell'Esposizione panamericana del 1901 e rare foto storiche.
Nel giugno 2021, la NCO ha collaborato con Sotto Voce Vocal Collective per presentare la prima mondiale dell'opera The Second Sight di Jessie Downs, messa in scena nella Chiesa degli Unitariani Universalisti di Buffalo.

## Direttori

### Direttori musicali
Michael Ching è stato direttore musicale e direttore principale della NCO dal 2012 al 2017. Gli è succeduto Matthias Manasi come direttore musicale e direttore principale della NCO dal 2017 al 2021. La NCO ha avuto anche famosi direttori ospiti che non sono elencati qui. Dalla stagione 2020/21, la Nickel City Opera collabora esclusivamente con direttori d'orchestra ospiti.
- Michael Ching (direttore musicale 2012–2017)
- Matthias Manasi (direttore musicale 2017–2021)

### Direttori di scena
Tra i direttori di scena delle rappresentazioni liriche della NCO figurano direttori di scena di fama internazionale come David Grabarkewitz, che ha diretto la produzione di Madama Butterfly di Puccini della New York City Opera per PBS (azienda) e che ha vinto un premio Emmy nel 2008. Il direttore di scena Marc Verzatt, che è stato premiato come "Direttore di scena eccezionale dell'anno" nel 2006 dalla rivista Classical Singer magazine, ha diretto anche produzioni liriche presso la NCO.

## Luoghi
Le produzioni principali della NCO vengono messe in scena nella sua sede principale, lo Shea's Performing Arts Center da 3.300 posti nel centro di Buffalo. Altre sedi includono il Riviera Theatre da 1.140 posti (North Tonawanda, New York), l'Artpark Mainstage Theatre da 2.400 posti e l'Artpark Amphitheatre da 4.400 posti presso l'Earl W. Brydges Artpark State Park a Lewiston, New York (stato) e il Nichols Flickinger Performing Arts Center da 460 posti a Buffalo.